# Garantie constructeur en France
En France, la garantie constructeur est une assurance gratuite qui garantit les pièces détachées et fournitures nécessaires à la réparation des produits (véhicule, électroménager, matériel informatique, etc.) défectueux durant une période donnée, en général de 1 à 2 ans.

## Description
La garantie constructeur couvre contre tous les vices des matériaux et des composants mécaniques et électroniques, à l’exception de toutes les pièces d’usure (piles, batteries rechargeables, etc.). 
Cette garantie peut être prorogée, selon le désir de l'acquéreur, par une extension de garantie, souvent payante.
En 2012 en France, « les fabricants estiment que les garanties sont encore trop souvent mal expliquées aux consommateurs » par les sites web de commerce électronique.